# Saison 1 de Drôles de dames
Chronologie
Saison 2
La saison 1 de Drôles de dames est composée d'un épisode pilote de 70 minutes suivi de 22 épisodes de 48-50 minutes.

## Production

### Acteurs principaux
- Kate Jackson (VF : Perrette Pradier) : Sabrina Duncan
- Farrah Fawcett (VF : Béatrice Delfe) : Jill Munroe
- Jaclyn Smith (VF : Évelyn Séléna) : Kelly Garrett
- David Doyle (VF : Philippe Dumat) : John Bosley
- John Forsythe (VF : Jean Berger) : Charles "Charlie" Townsend

### Acteurs secondaires
- David Ogden Stiers : Scott Woodville (Pilote)

## Épisodes

### Épisode 1: Quand le vin est tiré (Pilote)
- États-Unis : 21 mars 1976

- David Ogden Stiers (Scott Woodville)
- Diana Muldaur (Rachel LeMaire)
- Bo Hopkins (Beau Creel)
- Tommy Lee Jones (Aram)
- John Lehne (Bancroft)
- Grant Owens (Wilder)

### Épisode 2: C'est l'enfer
- États-Unis : 22 septembre 1976

- Don Gordon (Gene Wells)
- Mayf Nutter (Eddie Dirko)
- Kurt Grayson (Ted Kale)
- John Dennis Johnston (Jerry Adams)
- Jenny O'Hara (Bloody Mary)
- Ric Mancini (Poker Player)
- Norma Connolly (Mrs. Lemson)
- Rosanne Covy (Susan 'Suzy' Lemson)
- Russ Grieve (Mr. Lemson)
- Anne Ramsey (Henry's Wife)
- Bob Frank (Henry)
- Guy Way (le barman)

### Épisode 3: La filière mexicaine
- États-Unis : 29 septembre 1976

- Cesare Danova (Frank Bartone)
- Edward Power (Jim Taylor)
- Joseph Burke (Nick Doyle)
- Arnold Soboloff (Steiner)
- Robert Tafur (Col. Morales)
- Elyssa Davalos (Maria Bartone)
- Alex Tinne (Peasant)
- Dante D'Andre (Butler)
- Fritz Ford (Guest)

### Épisode 4: La Nuit de l'épouvante
- États-Unis : 13 octobre 1976

- Richard Mulligan (Kevin St. Clair)
- Dean Santoro (Jesse Woodman)
- William Beckley (Alec Witt)
- Alex Henteloff (Heinz Brandon)
- Elizabeth Robinson (Candy)
- Rosemary Forsyth (Michelle St. Clair)

### Épisode 5: Une prison pour ces dames
- États-Unis : 20 octobre 1976

- David Huddleston (Sheriff Clint)
- Anthony James (Karl Stern)
- Christina Hart (Billie)
- Mary Woronov (Maxine)
- Kim Basinger (Linda Oliver)
- Neva Patterson (Warden Sorenson)
- Brooke Tucker (Fran)
- Lauren Tewes (Christine Hunter)
- Brian Cutler (Deputy Dan Winston)
- James Brodhead (Harold)
- Robert P. Lieb (Doctor)
- Richard Kennedy (Man)
- Terry Green (Elizabeth Hunter)

### Épisode 6: Mais qui veut tuer Charlie?
- États-Unis : 27 octobre 1976

- John Horn (Harry Wardlow)
- Tom Selleck (Dr. Alan Samuelson)
- Michael Bell (Bill Duncan)
- David Healy (Miles Cavendish)
- John Agar (Col. Blaylock)
- Irene Tedrow (Sister Anne)
- Thayer David (Ron Meeker)
- Bill Smillie (Doorman)
- John Petlock (Minister)
- Stephen Burleigh (Cabbie #2)
- Michael Lederman (Referee)
- Verda Bridges (Louise)

### Épisode 7: Une enquête musclée
- États-Unis : 3 novembre 1976

- Robert Loggia (Paul Terranova)
- Joseph Ruskin (Koslo)
- Hugh Gillin (Harvey Sunday)
- Frank Maxwell (Fitzgerald)
- Judson Pratt (Dr. Dignam)
- Sean Fallon Walsh (West)
- Nancy Stephens (Brooke Anderson)
- Alex Sheafe (Dale Parker)
- Clarke Gordon (Mr. Anderson)
- Janis Jamison (Inga)
- Hal Needham (Spencer)
- Lupe Ontiveros (Maid)

### Épisode 8: Gare à la dame
- États-Unis : 10 novembre 1976

- Robert Donner (Korbin / Frank Evans)
- Craig Ludwin (Masters)
- John Zaremba (Dr. Stafford)
- Lee Bryant (Gail Francis)
- Dennis Dimster (Skip / Bobby)
- Danny Dayton (Peanut Vendor)
- Michael Alldredge (Adams)
- Mike Robelo (Giovanni)
- Carol Jones (Cathy, the Surfer Girl)
- George Kramer (Cliff Stanton)
- Daryle Ann Lindley (Nurse #1)
- Bea Silvern (Nurse #2)

### Épisode 9: Tueur de dame
- États-Unis : 24 novembre 1976

- Hugh O'Brian (Tony Mann)
- Alan Fudge (Dave Erhard)
- Richard Foronjy (Danny Auletta)
- Jan Shutan (Paula)
- Bob Basso (Victor Burrel)
- Lory Walsh (Carmel)
- Martha Smith (Shelley)
- Helen Ko (Feline China)
- Denise Gordy (Nikki)

### Épisode 10: La Vie de château
- États-Unis : 1er décembre 1976

- L.Q. Jones (Sgt. Billings)
- Robert Pine (Dr. Conlan)
- Marla Pennington (Jenny Warren)
- Peter Leeds (General Green)
- Kelly Sanders (Trainee)
- Erin O'Reilly (Mary Jo Walker)
- Helen Lockwood (Sally Miller)
- Nora Marlowe (Cicely)
- Jeanne Bates (Alice Clements)
- Frank Geraci (le barman)
- Betty A. Bridges (Cpl. Sedgewick)

### Épisode 11: L'Antiquaire
- États-Unis : 8 décembre 1976

- Audrey Christie (Maggie Cunningham)
- Laurette Spang (Tracy Martel)
- Alan Manson (Bialy)
- Dick Dinman (Clifton Cunningham)
- George Sperdakos (Duran)
- Ward Wood (Cooley)
- G. W. Bailey (Mumford)
- Robert Hackman (le barman)
- Montana Smoyer (la serveuse)
- Randy Stone (Stable Boy)
- Albert (Albert)

### Épisode 12: Kelly entend des voix
- États-Unis : 15 décembre 1976

- Rene Auberjonois (Terrence)
- Carole Cook (Madam Dorian)
- George Wyner (La Plante)
- Cliff Medaugh (Elderly Gentleman)
- Kathryn Fuller (Putty)
- Nancy Cameron (Miss Ohio)
- Gertrude Flynn (Grace Rodeheaver)
- Tonya Crowe (Young Kelly)

### Épisode 13: Rollerball
- États-Unis : 22 décembre 1976

- Andra Akers (Jessica Farmer)
- Nate Esformes (Toby Rizzo)
- Kres Mersky (Betty King)
- Taylor Lacher (Jeremy Carr)
- Steve Sandor (Red Loomis)
- William 'Billy' Benedict (Emmett Winston, Esq.)
- Dick Sargent (Hugh Morris)

### Épisode 14: Piège pour dames
- États-Unis : 5 janvier 1977

- Fernando Lamas (Jericho)
- Phyllis Avery (Janine Manchand)
- John Larch (Commander John Kamden)
- Jim Jansen (le réceptionniste)
- Ken Del Conte (le barman)
- Roy West (Officer Cohen)

### Épisode 15: Le Grand jeu
- États-Unis : 12 janvier 1977

- Richard Romanus (Roy David)
- John J. Fox (Ben McMasters)
- Tony Giorgio (en) (Blackjack Dealer)
- Bert Remsen (Pinky Tibbs)
- Norman Bartold (Mr. Platt)
- Jerry Ayres (First Policeman)
- Don Wilbanks (Bill Fawcett)
- Joel Rosenzweig (Second Policeman)
- Vince Martorano (Club Manager)
- Kurt Andon (le barman)
- William Putch (Husband)
- Grayce Spence (Wife)
- Albert (Albert)

### Épisode 16: Week-end mouvementé
- États-Unis : 19 janvier 1977

- Theodore Bikel (Prof. Peter Wycinski)
- Gary Wood (Paul)
- Charles Cyphers (John Haller)
- Jude Farese (Karl)
- Albert Paulsen (Anton Rabitch)
- Jason Wingreen (Asst. Sec. of State)
- Nancy Steen (Mary Jefferson)
- Earl Montgomery (Elderly Gent.)
- Jack Smith (Master of Ceremonies)

### Épisode 17: Une sale affaire
- États-Unis : 2 février 1977

- Alan Feinstein (Paul Baylor)
- John Calvin (Sgt Danner)
- Sidney Clute (Lembeck)
- Eda Reiss Merin (Esther Goldman)
- Warren Berlinger (Marvin Goldman)
- Bruce M. Fischer (Tolchuk)
- Dolores Dorn (Mrs. Evers)
- William O'Connell (Harold Parmadoor)
- Larry Anderson (Young Film Director)

### Épisode 18: Las Vegas
- États-Unis : 9 février 1977

- Michael Callan (Cass Harper)
- Brooke Bundy (Elsbeth)
- Ned Wilson (George Mallin)
- Walter Mathews (Max Sharfe)
- Carla Borelli (Tina Mallin)
- Michael Stearns (Sid Carver)
- Sy Kramer (Mal Proctor)
- Cliff Carnell (Zip)
- Suzanne Hunt (Avril)
- Blackie Dammett (Freddy)
- Jack Griffin (Doorman)
- Sharon Clark (Leora)

### Épisode 19: Meurtre à l'hôpital
- États-Unis : 16 février 1977

- Sally Carter-Ihnat (Nurse Farragut)
- Jack Bannon (Dr. Danworth)
- Michael McGreevey (Ted Blain)
- Fran Ryan (Nurse Fager)
- Arch Johnson (George Halvorsen)
- Robert Lipton (Quincy)
- Ray Vitte (Sharp)
- Bobbie Mitchell (Mason)
- Richard Derr (Ed Main)
- Eddie Lo Russo (Miller)

### Épisode 20: Bal dans la nuit
- États-Unis : 23 février 1977

- John Van Dreelen (Alexander Cruz)
- Logan Ramsey (Schaffer Goodhew)
- Jean Allison (Laura Clusak)
- Benny Baker (Murphy Myrphy)
- Dennis Cole (Tony Bordinay)

### Épisode 21: La Star
- États-Unis : 9 mars 1977

- Ida Lupino (Gloria Gibson)
- Peter MacLean (Frank Ross)
- Alfred Ryder (Barkley)
- Jan Peters (Galbraith)
- Wynn Irwin (Barney)
- Louis Guss (Lunchie)
- Richard Libertini (Ed)
- Aharon Ipalé (Marinelli)
- Ray Middleton (Hal Jardine)
- Diane Duncan (Daughter)
- Al Eben (Gate Cop)
- Cathy Amsterdam (Secretary)
- James Dogans Jr. (Asst. Director Joe Euland)

### Épisode 22: Ces dames à la mer
- États-Unis : 23 mars 1977

- Frank Gorshin (Harry Dana)
- John Myhers (Captain)
- David Watson (Tom Lavin)
- Harold J. Stone (John Strauss)
- Katie Hopkins Zerby (Jerian Mayer)
- Michael Irving (Jack Armetage)
- Bill McLean (Mr. Gow)
- Meg Wyllie (Mrs. Gow)
- James Phipps (Honeymooner)
- Carol Irene Newell (Honeymooner)
- Joe Maross (Marsh)

### Épisode 23: Corruption
- États-Unis : 4 mai 1977

- Dirk Benedict (Cadet John Barton)
- Tom Ligon (Cadet Ted Miller)
- Timothy Carey (Burt)
- Michael Bell (Sgt Bill Duncan)
- Joanna Kerns (Natalie Sands)
- Paul Larson (Capt. Rogers)
- Ed Lauter (Lt. Howard Fine)
- Stanley Brock (Breshnik the landlord)
- Marilyn Joi (Brenda)
- Vidonne (June)
- Bernie Kuby (Massage Parlor Customer)